# فراناس (أتيكي)
فراناس (Βρανάς) هي قرية في إقليم أتيكا في اليونان.
يبلغ عدد سكانها حوالي 651 نسمة.